# Eduard Tichy
Eduard Tichy starší (18. března 1822 Praha – 26. března 1891 Praha) byl český obchodník, podnikatel a divadelní ředitel německého původu. Roku 1881 otevřel a následně provozoval divadelní scénu Théâtre Variété v pražském Karlíně, kde byly uváděny zejména cirkusová a varietní představení. Prostor se svou kapacitou více než 1000 diváků řadil k největším kamenným divadlům na území Rakouska-Uherska a vůbec v Evropě.

## Život

### Mládí
Narodil se v Praze v německé rodině. Vyučil se jako soustružník, posléze pracoval jako hostinský a kavárník. Začal si vydělávat rovněž lichvou a ilegálním prodejem losů saské loterie. Po veřejném obvinění v Národních listech z karbanictví a provozování hazardních her byl zatčen a strávil několik dnů ve vězení. Posléze se stal známým obchodníkem s obilím a dalšími komoditami, především v komunitě pražských Němců. Byl rovněž znám pro své milostné aféry.

### Théâtre Variété

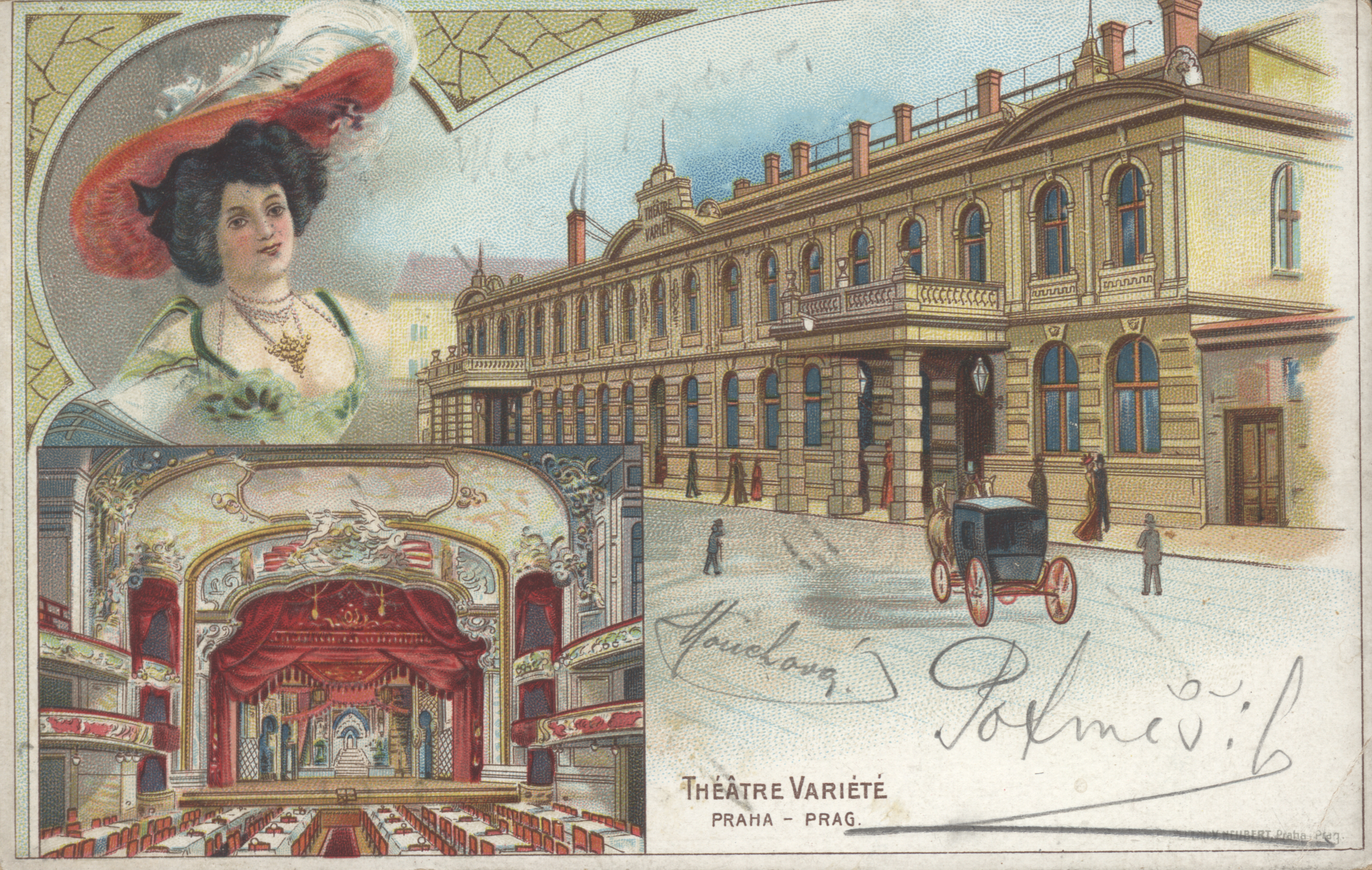
Théâtre Variété na pohlednici z roku 1903

Koncem 70. let 19. století se Tichy rozhodl pro realizaci podnikatelského záměru výstavby rozsáhlého varietního divadla pro tento tehdy se rozvíjející kulturní žánr. Zakoupil rozsáhlý pozemek v Karlíně nedaleko Florence, kde byla vystavěna budova divadla podle novorenesančního návrhu pražského architekta Otto Ehlena. Stavbu provedlo stavební podnikatelství Františka Kindla. Zvláštní technický důraz byl věnován konstrukci jeviště, které bylo navrženo pro maximální zátěž kvůli plánovanému vystupování cvičených zvířat (např. slonů). Divadlo bylo otevřeno 27. srpna 1881 vystoupením Královského belgického cirkusu ředitele Eduarda Wulffa s drezurou čtyř koní a koňskými povozy.

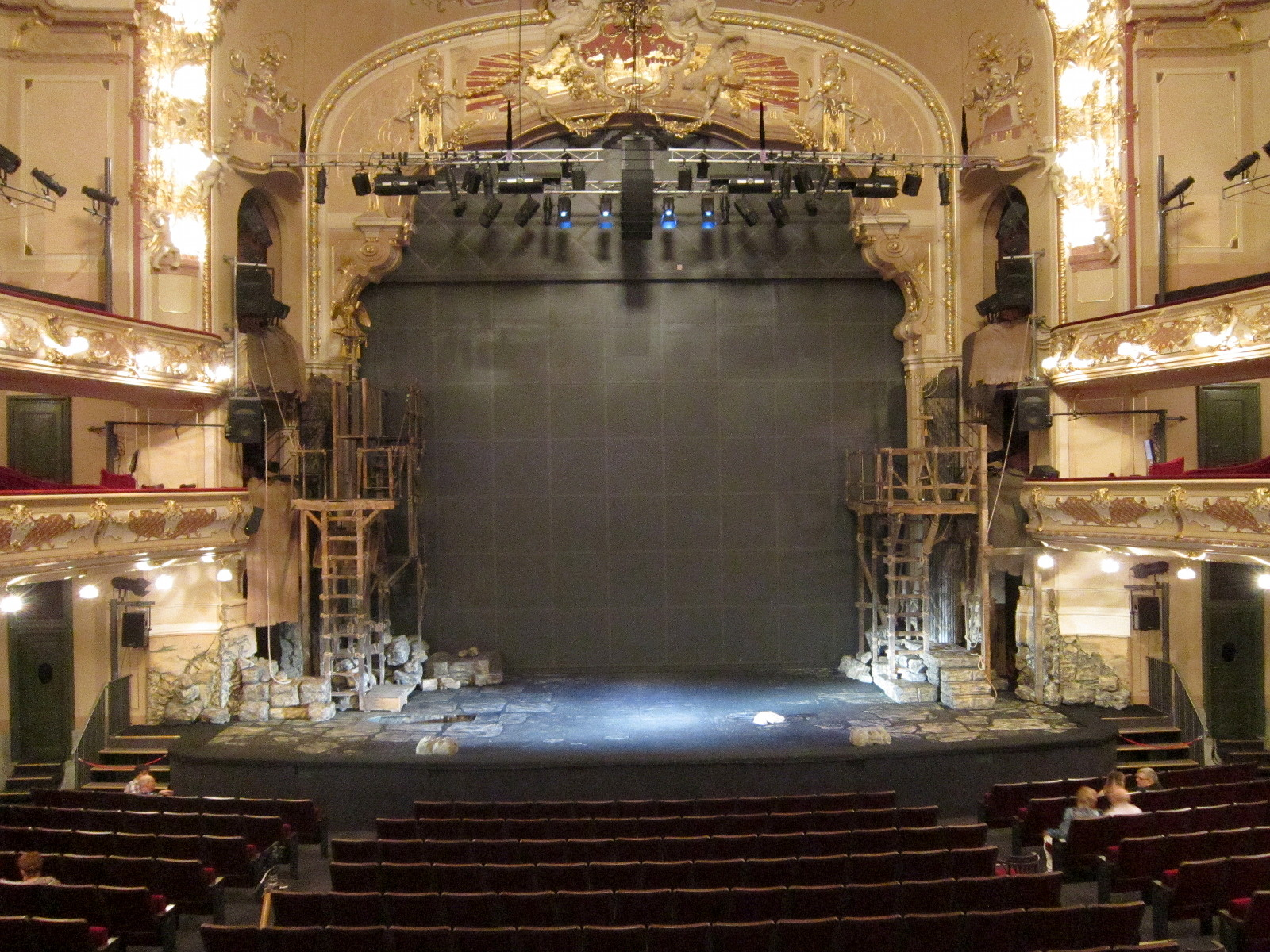
Sál divadla

Zpočátku bylo divadlo pronajímáno kočovným cirkusům, posléze se Eduard Tichy osobně podílel na dramaturgii hostujících souborů. Karlínské varieté se tehdy řadilo mezi nejvyhledávanější podniky svého druhu na evropském kontinentě – včetně vystoupení zvířat divákům nabízelo například artistická čísla, břichomluvce, baletky, zpěváky, divadlo, film, či revue. Divadlo vedl až do své smrti.

### Úmrtí
Eduard Tichy zemřel 26. března 1891 v Praze. Pohřben byl v rodinné hrobce na Olšanských hřbitovech(V, 21, 74).
Po jeho smrti převzal koncesi a vedení divadla syn Eduard Tichy mladší. Podnik rodina prodala roku 1920, po druhé světové válce se divadlo stalo přední českou scénou hudebního divadla.

### Rodinný život
Eduard Tichy byl ženatý s Annou Rainhart, spolu počali syna Eduarda mladšího.